# Näringsjäst

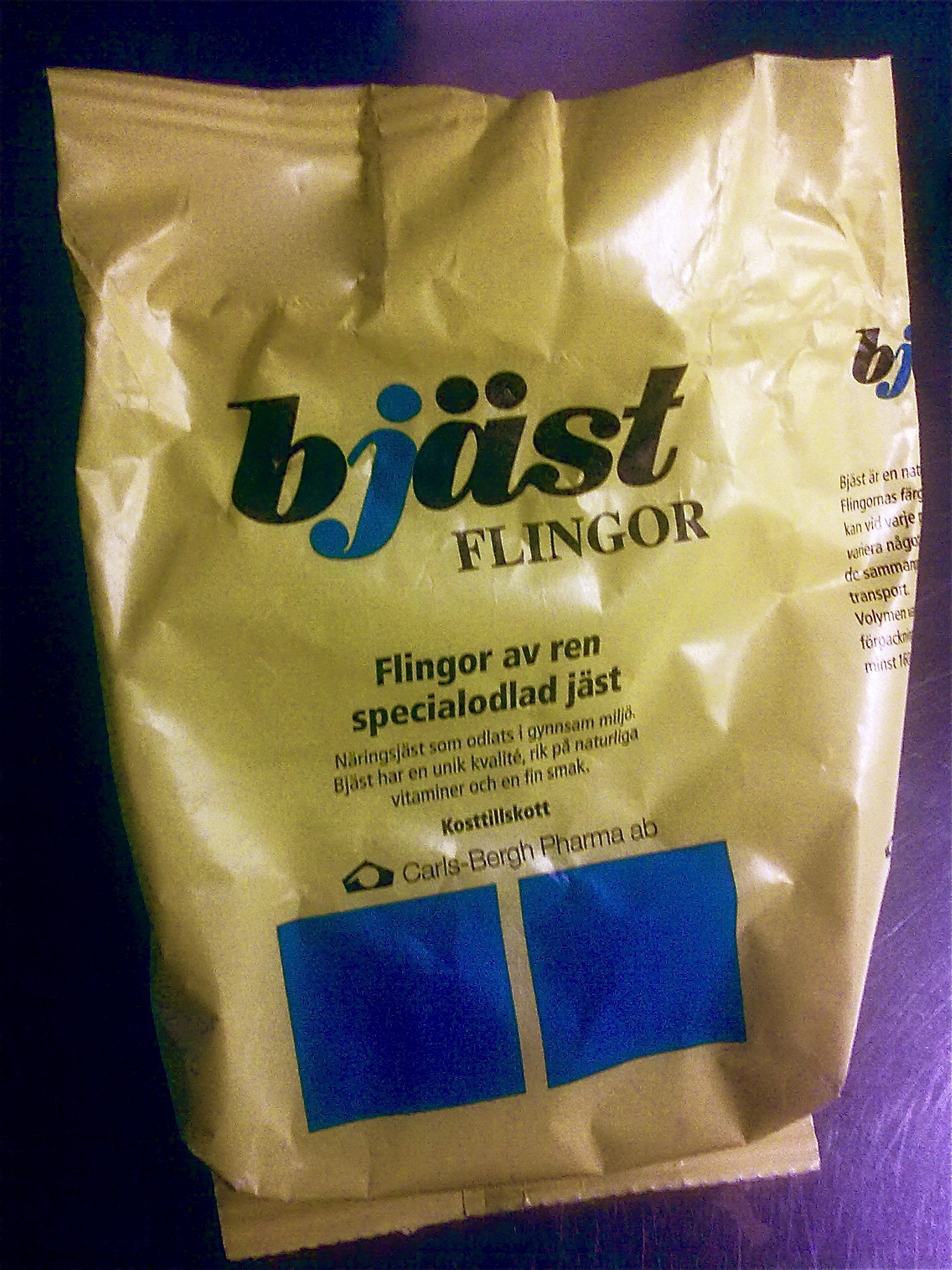
Näringsjäst, köpt i svensk butik.

Näringsjäst är en inaktiv jäst som används som kosttillskott och i hälsokost. Samma svamp kan man även hitta vid öltillverkning i bryggjäst, vanligtvis svampen Saccharomyces cerevisiae, och det finns produkter som säljs under namnet "öljästtabletter". Kemisten Louis Pasteur lyckades isolera jästen till en ren kultur. Näringsvärdet framställs genom odling av jästen med en blandning av sockerrör och melass av sockerbetor under en period på 7 dagar, sedan skördas, tvättas, torkas och sist förpackas.  Man finner jästen i form av flingor, gult pulver påminnande majsmjöl eller som pulver i tablettform och finns oftast i hälsokostaffärer men även välsorterade matbutiker.  Produkten är populär bland de som är veganer eller vegetarianer och används oftast som en ingrediens i recept. Som hälsokost används den för att förbättra hårets kvalitet och den ges till katter i syfte att förbättra päls och klor.
Den äts som källa för protein och vitaminer speciellt Vitamin B, är naturligt låg i fett, natrium och helt fri från socker, mejeriprodukter och gluten.
Näringsjäst används i matlagning som ersättning för ost, eftersom den är fri från animalier äts den av veganer och används i flingform direkt som ersättning för parmesan. I USA finns den som topping på popcorn, även veganska ostchips och tofuröra.

## Glutaminsyra
Jästen har inte tillsatts natriumglutamat som ingrediens, men innehåller naturligt en liten mängd glutaminsyra eftersom jästcellernas cellväggar bryts ner när cellerna dör och delas upp i de aminosyror som ursprungligen ingick.